# Nattljus (ljusfestival)

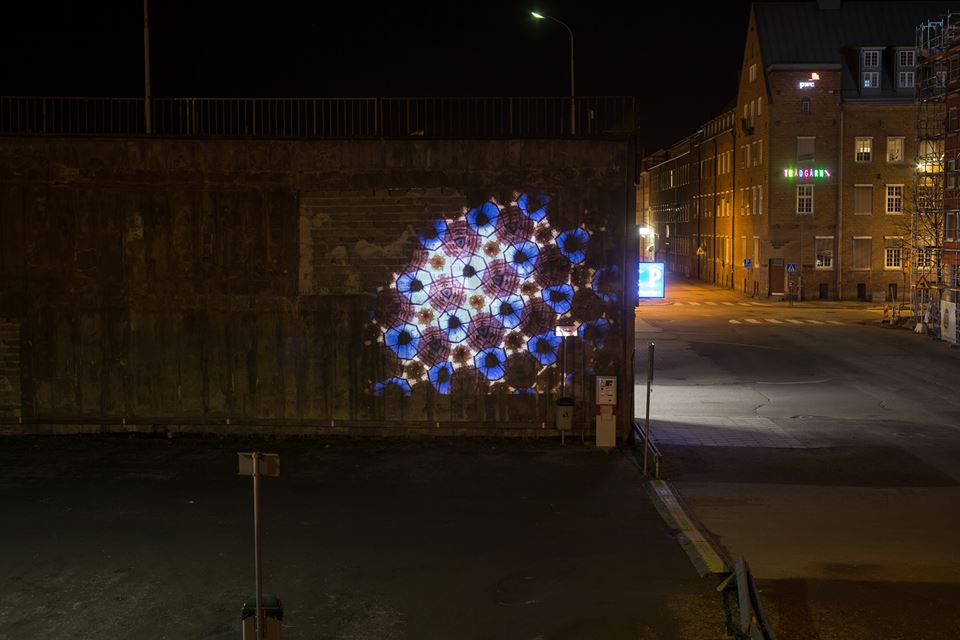
Ljusinstallationen Fantomzonen av Magic Project på gamla Folkettomten under Nattljus 2014.

Nattljus är en ljusfestival som arrangeras vartannat år i Eskilstuna sedan 2014. Ljusfestivalen arrangeras av Eskilstuna kommun i samarbete med sponsorer och konceptet är ett program med tillfälliga ljusinstallationer i stadsrummet i kombination med aktuella permanenta ljusdesignprojekt som blir kvar efter festivalen. 2016 års festival utökades också med kulturprogrammet Kulturljus med en rad olika programpunkter med musik, teater, modern dans med mera och som samordnades av Eskilstuna kommun kultur och fritid.

## Tema
Nattljus 2014 var på temat en stad i omvandling med en koppling till Eskilstunas industriarv och intensiva utveckling i nutid med omvandlingsprojekt och nybyggnationer. Avrivna tomter och tomma husväggar i centrum användes som platser för ljusinstallationer och invigningen Dans genom tid och ljus arrangerades på före detta Volvotomten på Norr, en jättelik mörk ödetomt som stått tom och avriven i cirka tjugo år sedan industriverksamheten lagt ner.
Hösten 2016 var temat för festivalen från torg till torg, mellan Järntorget i Nyfors och Fristadstorget i centrum. Då handlade festivalen om det kontinuerliga stadsbyggnadsarbetet med att överbrygga barriärer och bjuda in till liv i stadsrummet.